# Bateria Garden
Bateria Garden (ang. Garden Battery) jest to bateria artyleryjska w Sliemie na Malcie. Została zbudowana przez Brytyjczyków w latach 1889–1894. Bateria znajduje się na Tigné Point, pomiędzy baterią Cambridge a fortem Tigné.

## Historia
Po raz pierwszy propozycja budowy baterii w tym miejscu padła w roku 1885. Ostatecznie budowę rozpoczęto w kwietniu 1889 roku, zaś zakończono w grudniu 1894 roku. Koszt inwestycji wyniósł 7806 funtów. Bateria była częścią serii fortyfikacji, przeznaczonych do ulokowania w nich nowego rodzaju dział ładowanych odtylcowo (ang. BL).
Bateria Garden miała rów łączący Fort Tigné z baterią Cambridge. Bateria była uzbrojona w jedno 9,2-calowe i dwa 6-calowe działa na chowanych mocowaniach. Działa 6-calowe były ulokowane na końcach baterii, zaś działo 9,2-calowe pośrodku.
W roku 1907 bateria została rozbrojona. Od roku 1937 w baterii stacjonowała jednostka przeciwlotnicza; zainstalowano tam wtedy cztery 3-calowe działa przeciwlotnicze QF 3-inch 20 cwt. Zostały one usunięte w roku 1943, zaś baterię wycofano z użycia i jakiś czas później przekazano organom cywilnym.
W końcu, rów obronny baterii został zasypany, a w miejscu stoku obronnego i na stanowiskach dział zbudowane zostały budynki. Panowało przekonanie, że bateria została zburzona.

## Współcześnie
W późnych latach 1990., wykonawca tunelu, będącego częścią projektu rozbudowy Tigné Point, otrzymał „zielone światło” na prace ziemno-odkrywkowe na terenie baterii. Jednakże w latach 2000–2001, Maltański Urząd Środowiska i Planowania (Malta Environment and Planning Authority) MEPA zaapelował o zachowanie i zabezpieczenie baterii. Wykonawca budowy, MIDI plc, zmienił pierwotne plany, i zgodził się na zachowanie i odnowienie baterii.
Wreszcie, w roku 2005 teren przekopano, bateria została odsłonięta i stanowiska dział znów były widoczne. Po zakończeniu rozbudowy terenu, bateria będzie stanowiła część ścieżki dziedzictwa historycznego.